# 第乌围攻战
第乌圍攻戰，是1538年奧斯曼帝國和印度古吉拉特蘇丹國聯軍打敗欲奪取第乌的葡萄牙人的戰役。葡萄牙人成功抵抗了长达四个月的围攻。它是奥斯曼-葡萄牙战争的一部分。

## 背景
1509年，葡萄牙人与古吉拉特苏丹国、埃及马穆鲁克苏丹国、卡利卡特的扎莫林在奥斯曼帝国的支持下组成的联合舰队之间发生了重大的迪乌战役（1509）。自1517年以来，奥斯曼人试图与古吉拉特邦联合起来，以便在远离红海的地方和印度地区与葡萄牙人作战。塞尔曼·雷斯（Selman Reis）在迪乌安插了由霍卡·塞弗（Hoca Sefer）上尉领导的亲奥斯曼部队。
古吉拉特邦（现在是印度西部的一个邦）的迪乌与苏拉特一起是当时向奥斯曼埃及供应香料的主要地点之一。然而，葡萄牙的干预通过控制红海的交通阻挠了这种贸易。1530年，威尼斯人无法通过埃及获得任何香料供应。
在总督努诺·达库尼亚（Nuno da Cunha）的指挥下，葡萄牙人曾试图在1531年2月用武力占领迪乌，但没有成功。此后，葡萄牙人对古吉拉特邦发动了战争，破坏了其海岸和苏拉特等几个城市。
不久之后，古吉拉特的苏丹巴哈杜尔·沙阿（Bahadur Shah of Gujarat）在莫卧儿皇帝胡马雍的威胁下，与葡萄牙人达成协议，将迪乌授予他们，以换取葡萄牙人对莫卧儿的援助，并在王国灭亡时提供保护。葡萄牙人占领了该城附近的戈加拉（Bender-i Türk）据点，并建造了迪乌堡。来自胡马雍的威胁消除后，巴哈杜尔试图就葡萄牙人的撤离进行谈判，但在1537年2月13日，他在谈判期间溺死在一艘葡萄牙船上，情况不明，双方都把悲剧归咎于对方。
巴哈杜尔·沙阿也曾呼吁奥斯曼人驱逐葡萄牙人，这导致了1538年的远征。